# CAMS 58
Le CAMS 58 est un hydravion à coque de transport construit en France au début des années 1930 afin de succéder très fructueux CAMS 53. Par rapport aux projets précédents, la cellule du CAMS 58 est entièrement nouvelle ; il s'agit désormais d'un biplan de construction entièrement métallique alors que ses prédécesseurs étaient construits en bois. La conception et la construction prennent beaucoup de temps : il se passe trois ans entre le lancement du projet et le premier vol de l'avion, en 1933.